# Василевка (Середино-Будский район)
Василевка (укр. Василівка) — село,
Старогутский сельский совет,
Середино-Будский район,
Сумская область,
Украина.
Код КОАТУУ — 5924486302. Население по переписи 2001 года составляло 37 человек .

## Географическое положение
Село Василевка находится на левом берегу реки Уличка,
выше по течению на расстоянии в 1,5 км расположено село Старая Гута,
ниже по течению на расстоянии в 4,5 км расположено село Белоусовка.
Село окружено лесным массивом (сосна, берёза).

## История
По утверждению А.М. Лазаревского, Васильевка была поселена сыном полтавского полковника Василия Васильевича Кочубея бунчуковым товарищем Василием Васильевичем Кочубеем (? – до 1792), который с 1772 по 1779 гг. служил предводителем дворянства Глуховского уезда, а с 1782 по 1783 гг. занимал должность советника Новгород-Северского наместнического правления. Местные краеведы разделяют эту точку зрения и считают, что это произошло в начале 50-х годов XVIII века.
На момент описания Новгород-Северского наместничества (1779–1781) Васильевка находилась в собственности В.В. Кочубея, который владел в ней мельницей на реке Уличке о 2 колах и 11 хатами. В то время в селе проживало 11 обывателей со своими семьями, которые земледелием занимались мало из-за недостатка пахотных земель, а промышляли изготовлением бондарных изделий и продажей их в Старой Гуте и Новой Гуте.
После смерти В.В. Кочубея, которая наступила до 1792 года, Васильевка перешла по наследству к его сыну – предводителю дворянства Глуховского уезда Василию Васильевичу Кочубею (ок. 1750 – 03.1800), а от него – к его жене Елене Васильевне Туманской и трём сыновьям – Александру, Демьяну и Аркадию.
Весной 1826 года Кочубеи разделили между собой унаследованные имения и закрепили Васильевку за действительным тайным советником Аркадием Васильевичем Кочубеем (9.02.1790 – 4.03.1878)125, служившим Киевским вице-губернатором (9.03.1827 – 1830) и губернатором Орловской губернии (1.01.1832 – 4.05.1837), а 23 декабря 1836 года утвердили указанный раздел через Глуховский земский суд.
Накануне отмены крепостного права, в 1859 году, в Васильевке числилось 40 дворов, в которых проживали 60 мужчин и 66 женщин. Большинство из них были крепостными и принадлежали А.В. Кочубею.
В ходе крестьянской реформы 1861 года А.В. Кочубей утратил право собственности на своих крепостных крестьян, однако сохранил за собой обширные земельные владения, которые находились в его собственности до 4 марта 1878 года, после чего перешли по наследству к его сыну – председателю императорского Русского технического общества Петру Аркадьевичу Кочубею (17.06.1825 – 15.12.1892), а от него к его сыну – предводителю дворянства Глуховского уезда Василию Петровичу Кочубею (02.1868 – ?)
Ни школы, ни церкви до революции в Васильевке не было. Несмотря на это, процент грамотности среди местных жителей был довольно высоким и в начале 1897 года составлял 18 %.

## Происхождение названия
Своё название Васильевка позаимствовала от имени основателя – бунчукового товарища Василия Васильевича Кочубея.
На территории Украины 64 населённых пункта с названием Василевка.